# Can You Celebrate?
«Can You Celebrate?» es el séptimo sencillo de Namie Amuro bajo el sello de Avex Trax. Lanzado el 19 de febrero de 1997, "Can You Celebrate?" es el sencillo más vendido por una artista femenina en solitario en la historia de la música japonesa, con ventas de 2 296 200 copias.
También es el tema musical para el drama japonés Virgin Road (バージン ロード?) en 1997, protagonizado por Emi Wakui, Tetsuya Takeda y Takashi Sorimachi. La misma Namie Amuro aparece en la apertura del drama, junto con Tetsuya Komuro en el piano.

## Lista de canciones
1. «Can You Celebrate?» (Straight Run) (Tetsuya Komuro) – 6:17
2. «Can You Celebrate?» (Seventh Avenue South Mix) (Tetsuya Komuro) – 8:43
3. «Can You Celebrate?» (Back Track with TK) (Tetsuya Komuro) – 6:16

## Relanzamiento
El sencillo fue relanzado el 25 de diciembre de 1997, como un maxisencillo para conmemorar el matrimonio de Amuro con  Masaharu Maruyama (SAM). Con remixes de "Can You Celebrate?" así como un remix de "Dreaming I Was Dreaming", la canción llegó al puesto número uno de 1998.

### Lista de canciones
1. «Can You Celebrate?» (Wedding Mix) – 6:28
2. «Dreaming I Was Dreaming» (Subconscious Mix) – 5:21
3. «Can You Celebrate?» (Heavenly Mix) – 4:46
4. «Can You Celebrate?» (Wedding Mix - Instrumental) – 6:28
5. «Dreaming I Was Dreaming» (Subconscious Mix - Instrumental) – 5:20

### Empaque
Único entre los sencillos de Amuro, el relanzamiento fue lanzado en un estuche hardpaper y con un tamaño de disco de 5" en lugar del estándar de la industria que era de 3". La cubierta utiliza imágenes de su álbum de 1997 Concentration 20, así como imágenes de su original "Can You Celebrate?" y su sencillo "Dreaming I Was Dreaming". Closeup de Amuro juntando sus manos mostrando su anillo de compromiso son algunas de las pocas fotografías profesionales del mismo que existen.

## Personal
- Namie Amuro - voz, coros
- Tetsuya Komuro - piano, Voz de fondo
- Kazuhiro Matsuo - guitarra

## Producción
- Productor - Tetsuya Komuro
- Arreglos - Tetsuya Komuro, Cozy Kubo
- Arreglos de cuerdas - Randy Waldman
- Producción adicional - Robert Arbittier, Gary Adante
- Mezcla - Dave Way
- Remezcla - Joe Chicarelli

## Presentaciones en TV
- 4 de febrero de 1997 – Utaban
- 9 de febrero de 1997 – Super Jockey
- 10 de febrero de 1997– Hey! Hey! Hey! Music Champ
- 14 de febrero de 1997 – Music Station
- 16 de febrero de 1997 – Mega Hits Special
- 7 de marzo de 1997 – Music Station
- 28 de marzo de 1997 – Music Station Special
- 31 de marzo de 1997 – Hey! Hey! Hey! Music Champ in Daiba
- 21 de mayo de 1997 – TK Groove Museum HongKong
- 27 de mayo de 1997 – TK Pan-Pacific Tour
- 3 de octubre de 1997 – Music Station Special
- 16 de noviembre de 1997 – 1st The Japan Audition
- 28 de noviembre de 1997 – TK Groove Museum Beijing
- 11 de diciembre de 1997 – FNS Music Festival
- 26 de diciembre de 1997 – Music Station Special Super Live 1997
- 31 de diciembre de 1997 – 39th Japan Record Awards
- 31 de diciembre de 1997 – 48th Kōhaku Uta Gassen
- 31 de diciembre de 1998 – 49th Kōhaku Uta Gassen
- 27 de diciembre de 1999 – SMAP X SMAP
- 12 de abril de 2000 – Music Museum
- 2 de diciembre de 2000 – Love Love Aishiteru
- 30 de marzo de 2001 – Music Station Special
- 6 de diciembre de 2001 – FNS Music Festival
- 25 de diciembre de 2001 – Eienteki Oto Raku Shounen
- 27 de septiembre de 2004 – Hey! Hey! Hey! Music Champ Special

## Listas

### Emisión total (Original y relanzamiento)
Lista de ventas del Oricon (Japón)
| Lanzamiento           | Lista                                    | Posición | Ventas de la primera semana | Ventas totales | Duración en las listas |
| --------------------- | ---------------------------------------- | -------- | --------------------------- | -------------- | ---------------------- |
| 19 de febrero de 1997 | Lista de ventas diarias para sencillos   | 1        |                             |                |                        |
| 19 de febrero de 1997 | Lista de ventas semanales para sencillos | 1        | 1 095 540                   | 2 750 220      | 49 semanas             |
| 19 de febrero de 1997 | Lista de ventas anuales para sencillos   | 1        |                             |                |                        |

### Lanzamiento Original
Lista de ventas del Oricon (Japón)
| Lanzamiento           | Lista                                    | Posición | Ventas de la primera semana | Ventas totales | Duración en las listas |
| --------------------- | ---------------------------------------- | -------- | --------------------------- | -------------- | ---------------------- |
| 19 de febrero de 1997 | Lista de ventas diarias para sencillos   | 1        |                             |                |                        |
| 19 de febrero de 1997 | Lista de ventas semanales para sencillos | 828 480  | 2 296 200                   | 40 semanas     |                        |
| 19 de febrero de 1997 | Lista de ventas anuales para sencillos   | 1        |                             |                |                        |

### Maxisencillo relanzamiento
Lista de ventas del Oricon (Japón)
| Lanzamiento             | Lista                                    | Posición | Ventas de la primera semana | Ventas totales | Duración en las listas |
| ----------------------- | ---------------------------------------- | -------- | --------------------------- | -------------- | ---------------------- |
| 25 de diciembre de 1997 | Lista de ventas diarias para sencillos   | 1        |                             |                |                        |
| 25 de diciembre de 1997 | Lista de ventas semanales para sencillos | 1        | 280 060                     | 454 020        | 9 semanas              |
| 25 de diciembre de 1997 | Lista de ventas anuales para sencillos   | 54       |                             |                |                        |